# Porte d’Ivry (stacja metra)
Porte d’Ivry – stacja linii 7 metra w Paryżu, położona w 13. dzielnicy.

## Stacja
Stacja została otwarta w 1931 roku. Posiada jednonawową halę peronową z trzema torami i dwoma peronami – jednym bocznym i jednym centralnym.
Nazwa stacji pochodzi od bramy Ivry (fr. Porte d’Ivry) – bramami są nazywane w Paryżu miejsca pozwalające przekroczyć obwodnicę i granice administracyjne miasta (w większości dawniej były to przerwy w wałach miejskich). Brama Ivry znajduje się nad stacją, a jej nazwa bierze się od Avenue d’Ivry – paryskiej alei, której przedłużenie za bramą prowadzi do miejscowości Ivry-sur-Seine.

## Przesiadki
Stacja umożliwia przesiadki na linię T3 tramwaju Île-de-France oraz autobusy dzienne RATP i nocne Noctilien.

## Otoczenie
W pobliżu stacji znajdują się:
- brama Ivry
- dzielnica azjatycka
- hala widowiskowo-sportowa Georges Carpentier